# Kara Fatma
|  | No s'ha de confondre amb Kara Fatima Khanum, líder i comandant kurda durant la Guerra de Crimea.. |

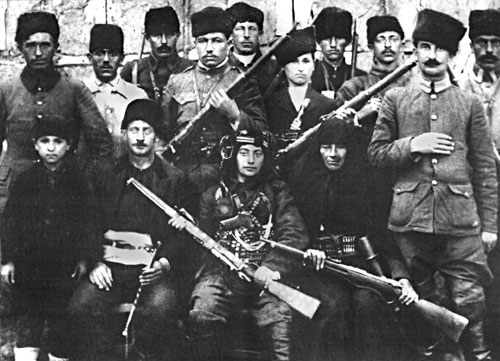
Kara Fatma amb els seus companyers

Fatma Seher Erden (Erzurum, 1888 – Istanbul, 2 de juliol de 1955), més coneguda com a Kara Fatma ('Fatma la bruna'), va ser una heroïna condecorada de la Guerra d'independència turca. El sobrenom de «bruna» li fou donat per Mustafa Kemal. Va comandar, amb el grau de tinent, una unitat paramilitar de més de 700 soldats, entre els quals 43 eren dones.